# NGC 1384
NGC 1384 је спирална галаксија у сазвежђу Бик која се налази на NGC листи објеката дубоког неба.
Деклинација објекта је + 15° 49' 10" а ректасцензија 3h 39m 13,5s. Привидна величина (магнитуда) објекта NGC 1384 износи 14,8 а фотографска магнитуда 15,5. NGC 1384 је још познат и под ознакама MCG 3-10-3, CGCG 465-4, PGC 13448.